# Atrichopogon insigniunguis
Atrichopogon insigniunguis är en tvåvingeart som beskrevs av Clastrier 1987. Atrichopogon insigniunguis ingår i släktet Atrichopogon och familjen svidknott.
Artens utbredningsområde är Nya Kaledonien. Inga underarter finns listade i Catalogue of Life.